# Barragewedstrijden wereldkampioenschap voetbal 1986
In de UEFA-barragewedstrijden voor het wereldkampioenschap voetbal 1986 namen buurlanden Nederland en België het tegen elkaar op. Het eerste duel werd gespeeld op woensdag 16 oktober 1985 in het Constant Vanden Stockstadion in Anderlecht en werd met 1-0 gewonnen door België. De terugwedstrijd werd op woensdag 20 november 1985 gespeeld in de De Kuip in Rotterdam en werd met 2-1 gewonnen door Nederland. België kwalificeerde zich voor het WK in Mexico doordat het een uitdoelpunt meer had gescoord dan Nederland.

## WK-kwalificatie
België werd in de UEFA-kwalificatieronde ondergebracht in Groep 1, samen met Polen, Griekenland en Albanië. De Rode Duivels verspeelden in het begin van de cyclus dure punten door gelijk te spelen tegen Griekenland en te verliezen van Albanië. België moest de beslissende wedstrijd tegen Polen winnen om zich rechtstreeks te plaatsen, maar deed te weinig moeite om een beter resultaat te halen: 0-0.
Nederland, dat samen met Hongarije, Oostenrijk en Cyprus in Groep 5 zat, onderging hetzelfde lot. Oranje had helemaal een slechte start door de eerste twee wedstrijden te verliezen: thuis van Hongarije en uit van Oostenrijk. De laatste wedstrijd tegen het geplaatste Hongarije moest gewonnen worden om de tweede plaats te bereiken. Nederland won met 0-1 door een doelpunt van Rob de Wit.

## Voorgeschiedenis
De twee barragewedstrijden waren de 114e en 115e confrontatie tussen België en Nederland. Terwijl België met spelers als Jan Ceulemans, Eric Gerets en Jean-Marie Pfaff over een van haar sterkste generaties ooit beschikte, kende Nederland juist moeite om het succes van de jaren zeventig te evenaren. Oranje had al sinds 1980 niet meer deelgenomen aan een groot toernooi. De laatste wedstrijd tussen beide landen, op 21 september 1983, was in een 1-1-gelijkspel geëindigd.
Als gevolg van het Heizeldrama werd de heenwedstrijd in België georganiseerd in het Constant Vanden Stockstadion, de thuishaven van voetbalclub RSC Anderlecht.

## Wedstrijden

### Heenwedstrijd
De eerste wedstrijd begon tumultueus, al in de vierde minuut van de wedstrijd werd Wim Kieft uit het veld gestuurd: hij liet zich provoceren door Franky Vercauteren door een slaande beweging te maken na een trap op het scheenbeen door Vercauteren. Diezelfde Vercauteren maakte het enige doelpunt, waarbij doelman Hans van Breukelen verrast werd door een afstandsschot. In de tweede helft gebeurde er niet veel meer en Nederland hield stand. Een domper was een tweede gele kaart van Marco van Basten, die daardoor net als Wim Kieft geschorst was voor de beslissende wedstrijd.
|                           |                 |              |           | |
| 16 oktober 1985 20:00 MET | België          | 1 – 0        | Nederland | Constant Vanden Stockstadion, Anderlecht Toeschouwers: 36.500 Scheidsrechter: Pietro D'Elia (Italië) |
| 16 oktober 1985 20:00 MET | Vercauteren 20' | Videoverslag |           | Constant Vanden Stockstadion, Anderlecht Toeschouwers: 36.500 Scheidsrechter: Pietro D'Elia (Italië) |

| België | Nederland |

| België:        |    |                     |            |
|                |    |                     |            |
| GK             | 1  | Jean-Marie Pfaff    |            |
| RB             | 2  | Eric Gerets         |            |
| CB             | 3  | Georges Grün        | 68'        |
| CB             | 4  | Franky Van der Elst | Kreeg geel |
| LB             | 5  | Michel Renquin      |            |
| RM             | 8  | Leo Van der Elst    |            |
| DM             | 7  | René Vandereycken   |            |
| AM             | 11 | Jan Ceulemans       |            |
| LM             | 6  | Franky Vercauteren  | Kreeg geel |
| CF             | 10 | Nico Claesen        |            |
| CF             | 9  | Erwin Vandenbergh   |            |
| Wisselspelers: |    |                     |            |
| FW             | 16 | Alex Czerniatynski  | 68'        |
| Coach:         |    |                     |            |
| Guy Thys       |    |                     |            |

| Nederland:     |    |                      |            |
|                |    |                      |            |
| GK             | 1  | Hans van Breukelen   |            |
| RB             | 2  | Ben Wijnstekers      |            |
| CB             | 4  | Michel van de Korput |            |
| CB             | 5  | Ronald Spelbos       |            |
| LB             | 3  | Adri van Tiggelen    |            |
| CM             | 7  | Ruud Gullit          | 85'        |
| CM             | 6  | Frank Rijkaard       |            |
| CM             | 8  | Willy van de Kerkhof |            |
| RW             | 9  | Marco van Basten     | Kreeg geel |
| CF             | 10 | Wim Kieft            | 4'         |
| LW             | 11 | Rob de Wit           | 88'        |
| Wisselspelers: |    |                      |            |
| DF             | 12 | Edo Ophof            | 85'        |
| FW             | 15 | Simon Tahamata       | 88'        |
| Coach:         |    |                      |            |
| Leo Beenhakker |    |                      |            |

### Terugwedstrijd
In de eerste helft hadden de Belgen het al af moeten maken, Nederland kon geen vuist maken. In de tweede helft bracht Leo Beenhakker zijn geheime wapen in, de boomlange spits van FC Utrecht John van Loen, die debuteerde. Gevolg was wel, dat Ruud Gullit in de verdediging ging spelen, nota bene de enige speler, waar de Belgen beducht voor waren. De Belgische bondscoach bracht meteen Georges Grün in en hij neutraliseerde van Loen volledig. Halverwege de tweede helft stond Nederland opeens met 2-0 voor door doelpunten van Peter Houtman en Rob de Wit. De Belgen kregen kans op kans, maar doelman Hans van Breukelen steeg uit tot grote hoogte. Beenhakker trachtte op de been te blijven door verdediger Sonny Silooy in te brengen, waardoor het elftal steeds meer in de verdediging werd gedrongen. Na een voorzet van Erik Gerets raakte de Nederlandse verdediging volledig in paniek en uitgerekend Georges Grün scoorde het winnende doelpunt. België plaatste zich voor Mexico en Nederland bleef voor de derde achtereenvolgende keer thuis voor een internationaal toernooi.
|                            |                        |              |          |                                                                                    |
| 20 november 1985 20:00 MET | Nederland              | 2 – 1        | België   | De Kuip, Rotterdam Toeschouwers: 54.000 Scheidsrechter: George Courtney (Engeland) |
| 20 november 1985 20:00 MET | Houtman 60' De Wit 72' | Videoverslag | 85' Grün | De Kuip, Rotterdam Toeschouwers: 54.000 Scheidsrechter: George Courtney (Engeland) |

| Nederland | België |

| Nederland:     |    |                      |     |
|                |    |                      |     |
| GK             | 1  | Hans van Breukelen   |     |
| RB             | 2  | Ben Wijnstekers      |     |
| CB             | 4  | Michel van de Korput | 46' |
| CB             | 5  | Ronald Spelbos       |     |
| LB             | 3  | Adri van Tiggelen    |     |
| CM             | 8  | Ruud Gullit          |     |
| CM             | 6  | Frank Rijkaard       |     |
| CM             | 10 | Michel Valke         |     |
| RW             | 7  | Simon Tahamata       | 80' |
| CF             | 9  | Peter Houtman        |     |
| LW             | 11 | Rob de Wit           |     |
| Wisselspelers: |    |                      |     |
| FW             | 15 | John van Loen        | 46' |
| DF             | 12 | Sonny Silooy         | 80' |
| Coach:         |    |                      |     |
| Leo Beenhakker |    |                      |     |

| België:        |    |                     |     |
|                |    |                     |     |
| GK             | 1  | Jean-Marie Pfaff    |     |
| RB             | 2  | Eric Gerets         |     |
| CB             | 3  | Hugo Broos          |     |
| CB             | 4  | Franky Van der Elst | 73' |
| LB             | 5  | Michel De Wolf      |     |
| DM             | 9  | Lei Clijsters       |     |
| DM             | 7  | René Vandereycken   |     |
| RM             | 8  | Leo Van der Elst    | 47' |
| AM             | 11 | Jan Ceulemans       |     |
| LM             | 6  | Franky Vercauteren  |     |
| CF             | 10 | Philippe Desmet     |     |
| Wisselspelers: |    |                     |     |
| DF             | 15 | Georges Grün        | 47' |
| FW             | 16 | Danny Veyt          | 73' |
| Coach:         |    |                     |     |
| Guy Thys       |    |                     |     |